# Фу-сі
Фу-сі (Фусі) (кит. 伏羲, пін. Fúxī) — перший легендарний володар у давньокитайській міфології, першопредок людей і культурний герой. Ім'я Фу-сі розшифровують як «той, хто влаштував засідку на жертовних тварин» або «той, хто поставляє на кухню жертовних тварин».

## Походження
Згідно з відносно пізніми переказами, мати Фу-сі, Хуасю (кит. 华胥, пін. Huáxū) зачала його, наступивши на болоті грому Лей-цзе на слід велетня. Цей переказ, ймовірно, пов'язано з поширеним на рубежі тисячоліть уявленням про Фу-сі як про істоту з тілом змії і головою (або верхньою частиною тулуба) людини, аналогічно Нюй-ва, яку з цього часу (під впливом міфології південних племен) стали вважати його сестрою і водночас дружиною. Однак у неофіційних апокрифічних творах того часу зберігаються релікти його давнішого напівпташиного вигляду.

## Місце в міфології
Спочатку Фу-сі був першопредком племен східних і (імовірно аустронезійських район півострова Шаньдун), які уявляли його зовнішності людино-птаха. Перші згадки про Фу-сі в пам'ятниках приблизно IV ст. до н. е. повідомляють про низку його культурних діянь:
- він навчив людей полюванню та рибальству;
- варити м'ясо;
- створив «Книгу змін» та вісім триграм китайського ворожбіння;
- винайшов китайські гусла, сильця, рибальський ренамент;
- встановив правила одруження.

Інколи Фу-сі приписується і створення ієрогліфічної писемності, яка замінила вузликове письмо.
Фу-сі шанувався як божество Сходу, вважалось, що він править під заступництвом стихії дерева.
У історізованій конфуціанській традиції Фу-сі — правитель, що був при владі з 2852 по 2737 року до н. е. Як володар Фу-сі відомий також під ім'ям Тай-хао. У нього був помічник Гоу-ман.
На могильних рельєфах перших століть н. е. Фу-сі зображувався у вигляді істоти з хвостом дракона, з циркулем в одній руці і диском сонця в іншій. Циркуль — символ кола, тобто Неба (тянь), а сонце — це втілення чоловічого начала ян. У середньовічному Китаї Фу-сі шанувався як один з найясніших володарів, пізніше також як один з божественних покровителів медицини.
У фігуризмі Фу-сі вважається старозавітним патріархом Енохом.
За легендами, Фу-сі прожив 197 років і помер у місці під назвою Чень (сучасний Хуайян, провінція Хенань), де його могилу досі можна відвідати як туристичну пам'ятку.